# Голд, Шефа
Шефа Голд (англ. Shefa Gold, род. около 1954, Нью-Йорк, Нью-Йорк) — американский раввин, учёная и директор Центра религиозной, энергетической и экстатической практики (C-DEEP) в Джемес-Спрингс, штат Нью-Мексико. Голд — учитель песнопений, еврейского мистицизма, еврейской молитвы и духовности, которую раввин Майк Коминс в 2010 году назвал «пионером в экстатической практике еврейского песнопения». Её песнопения звучали в синагогах, миньянах и на уличных протестах; возможно, самая известная из них — «Ози В’зимрат Ях». Сочетая традиционную еврейскую религиозную музыку с еврейским песнопением, Голд стремилась создать особую еврейскую практику благодарности. Её мобильное приложение «Вкусы благодарности» содержит 130 различных песнопений для Моде Ани — короткой молитвы, которую традиционно читают религиозные иудеи при пробуждении. В 2024 году она выпустила альбом «Flavors of Praise» с 72 различными песнопениями.
До получения раввинского образования Голд работала музыкантом. В интервью 2013 года она сказала: «На самом деле я пыталась с помощью своей музыки создать священное пространство. Я чувствовала, насколько сильна музыка в раскрытии сердец». Во время обучения в Реконструкционистском раввинском колледже она нашла время для изучения практик дзен-медитации (включая песнопения). Во время ретрита 1993 года, который проводил Тхить Нят Хань в Институте Омега, Голд была одним из ведущих службы Рош ха-Шана, поскольку многие участники были евреями. К тому времени, как Голд была рукоположена в сан раввина в 1996 году, она включила еврейское пение в свою духовную практику и, в конечном итоге, в своё раввинство (служение). Она является лидером организации ALEPH: Альянс за еврейское обновление, и получила рукоположение от раввина Залмана Шахтера-Шаломи в дополнение к своему реконструкционистскому сану. В рамках программы «Коль Зимра» Голд обучала раввинов, канторов и лидеров мирян практике пения на иврите. Согласно одной статье Еврейского телеграфного агентства, почти весь интерес к еврейскому пению сегодня можно проследить до Голд. Она была включена в список Летти Коттин Погребин «Пятьдесят других раввинов Америки» 2007 года, а также в список «самых вдохновляющих раввинов Америки» 2015 года, составленный журналом The Forward, и цитировалась в статьях, в которых обсуждается взаимосвязь духовности Нью-эйдж и иудаизма.
Голд выпустила десять альбомов, а её литургии были опубликованы в нескольких молитвенниках.
Она является автором нескольких книг по углублению духовного осознания посредством священного песнопения и медитации.
Работа Голд была представлена в книге Роджера Каменца «Преследование Илии: приключения с современными еврейскими мистическими мастерами».
В 2017 году Голд была одним из раввинов, подписавших заявление организации Jewish Veg, призывающее евреев перейти на веганский образ жизни.
Голд описала еврейское пение как эффективное средство исцеления и преображения людей разных религий, а не только приверженцев иудаизма.

## Избранные публикации
- Gold, Shefa. Torah Journeys: An Inner Path to the Promised Land :  [англ.]. — Ben Yehuda Press, 2006. — ISBN 978-0-9769862-6-3.
- Gold, Shefa. In the Fever of Love: An Illumination of the Song of Songs :  [англ.]. — Ben Yehuda Press, 2008. — ISBN 978-1-934730-26-3.[22]
- Gold, Shefa. The Magic of Hebrew Chant: Healing the Spirit, Transforming the Mind, Deepening Love :  [англ.]. — Jewish Lights Publishing, 2013. — ISBN 978-1-58023-671-3.[9]
- Gold, Shefa. Are We There Yet?: Travel as a Spiritual Practice :  [англ.]. — Jewish Lights Publishing, 2019. — ISBN 978-1-934730-72-0.[23]

## References
1. 1 2  https://forward.com/series/rabbis/2015/
2. ↑  Heskes, Irene; Pinnolis, Judith S. (23 июня 2021). Cantors: American Jewish Women | Reconstructing Judaism and Renewal Movements. The Shalvi/Hyman Encyclopedia of Jewish Women.
3. ↑  Comins, Mike. Making Prayer Real: Leading Jewish Spiritual Voices on why Prayer is Difficult and what to Do about it :  [англ.]. — Jewish Lights Publishing, 2010. — ISBN 978-1-58023-417-7.
4. 1 2 3  Harris, Ben. With shruti boxes and drums, practitioners chanting their way into Judaism (амер. англ.). Jewish Telegraphic Agency (23 ноября 2010).
5. ↑  Trujillo, Ana Maria (11 марта 2011). Benefit to be held for adoption: Rabbi hosting workshop to raise funds for family. The Santa Fe New Mexican[англ.] — Newspapers.com.
6. ↑  Mathias, Christopher. Trump's Visit To Pittsburgh — A City That Didn't Want Him (амер. англ.). Huffington Post (31 октября 2018).
7. 1 2  Abernethy, Bob. Jewish Renewal (амер. англ.). PBS (30 сентября 2005).
8. ↑  Cohen, Susannah. Thank goodness: Gratitude may just be the secret to a happy life (амер. англ.). So Tov (2 ноября 2018). Архивировано 19 декабря 2019 года.
9. 1 2 3 4  Byle, Ann. Shefa Gold: The Joy of Hebrew Chant. Publishers Weekly (7 мая 2013). Дата обращения: 12 ноября 2019.
10. 1 2  Palmer, Joanne. A chant encounter with God: How a Paramus teen grew into a rabbi in search of heaven's gate (амер. англ.). Jewish Standard[англ.] (12 апреля 2013).
11. ↑  Steinfels, Peter. At a Retreat, a Zen Monk Plants the Seeds of Peace (амер. англ.). The New York Times (19 сентября 1993).
12. ↑  Authors (англ.). Evolve (20 ноября 2017). Дата обращения: 11 апреля 2019.
13. ↑  Kol Zimra: Chant Leader's Professional Development. Дата обращения: 29 декабря 2019.
14. ↑  Letty Cottin Pogrebin. The Other Top Fifty Rabbis in America. Lilith[англ.] (16 апреля 2007). Дата обращения: 7 января 2020.
15. ↑  Eisner, Jane. America's Most Inspiring Rabbis: 33 Men & Women Who Move Us (амер. англ.). The Forward (2015).
16. ↑  Rabbi Shefa Gold: Giving Voice to Sacred Texts (амер. англ.). Spirituality & Health (24 июля 2013).
17. ↑  Schultz, Matthew. Of Tao and Torah: New Age Beliefs Are Making Serious Inroads in U.S. Jewish Life (амер. англ.). Haaretz (9 октября 2019).
18. ↑  Rabbi Shefa Gold (амер. англ.). rabbishefagold.com. Дата обращения: 11 апреля 2019.
19. ↑  Kamenetz, Rodger. Stalking Elijah: Adventures with Today's Jewish Mystical Masters :  [англ.]. — Harper Collins, 1997. — ISBN 978-0-06-064232-7.
20. ↑  70-Plus Rabbis Urge Transition Toward Animal-Free, Plant-Based Diets (англ.). issuu.com 3. Pittsburgh Jewish Chronicle[англ.] (29 сентября 2017). Дата обращения: 1 июня 2023.
21. ↑  New Jewish Veg – Rabbinic Statement on Plant-based Diet (англ.). Animal Interfaith Alliance (29 сентября 2017). Дата обращения: 1 июня 2023.
22. ↑  Leibel, Aaron (14 мая 2009). Another way to get to God?. Washington Jewish Week[англ.].
23. ↑  Nonfiction reviews. Publishers Weekly. 265 (53). New York. 24 декабря 2018.